# نيسرية شبه صفراء
نيسرية شبه صفراء (الاسم العلمي: Neisseria subflava) هي نوع من البكتيريا تتبع جنس النيسرية من فصيلة نظيرات النيسرية.